# Blue River (Wisconsin)
Blue River è un comune degli Stati Uniti, situato in Wisconsin, nella Contea di Grant.